# 六斑北極鰩
六斑北極鳐（學名：Arctoraja sexoculata），為軟骨魚綱鰩目單鰭鰩科北極鰩屬的一種，分布於西北太平洋千島群島的希穆希爾島海域，深度可達150公尺，本魚體盤呈菱形，盤寬為體長的63.1-65.6%，盤長為體長的50.6-53.5%，背底顏色為紅棕色或綠棕色，背側有三對白色斑點，尾部側緣有4或5對白色斑點，腹面幾乎全白，尾部有20-24根排列整齊的刺，體長可達35.2公分，體重可達18.2公斤，棲息在沙泥底質海域，為深海底棲性魚類，屬肉食性，卵生，生活習性不明。